# Mr. A.T.
Mr. A.T. è un album di Art Taylor e del suo gruppo musicale gli "Art Taylor's Wailers", pubblicato dalla Enja Records nel 1991. Il disco fu registrato il 9 dicembre 1991 al "Rudy Van Gelder Studio" di Englewood Cliffs, New Jersey (Stati Uniti).

## Tracce
1. Mr. A.T. – 11:59 (Walter Bolden)
2. Hi-Fly – 7:03 (Randy Weston)
3. Soul Eyes – 14:17 (Mal Waldron)
4. Bullet Train – 5:58 (Walter Bolden)
5. It Doesn't Matter – 2:10 (Chet Catallo, Art Taylor)
6. Ahmad's Blues – 7:05 (Ahmad Jamal)
7. Gingerbread Boy – 3:38 (Jimmy Heath)
8. Mr. A.T. – 3:24 (Walter Bolden)

## Musicisti
- Art Taylor  - batteria
- Willie Williams  - sassofono tenore
- Abraham Burton  - sassofono alto
- Marc Cary  - pianoforte
- Tyler Mitchell  - basso